# Зелений Ліхтар (фільм)
«Зелений Ліхтар» (англ. Green Lantern) — екранізація однойменного коміксу про супергероїв, виданого компанією DC Comics. Режисером фільму став Мартін Кемпбелл, а головну роль зіграв Раян Рейнольдс. Світова прем'єра відбулась 15 червня 2011 в Grauman's Chinese Theatre у Лос-Анджелесі. В широкий прокат «Зелений Ліхтар» вийшов у 3D, у США — 17 червня, в Україні — 16 червня 2011 року. Автор українського перекладу — Сергій SKA Ковальчук.

## Сюжет
Ні вдень, ні вночі сили зла не сховаються від погляду цих месників. Багато століть поспіль у Всесвіті, безкінечному та загадковому, існував загін воїнів із фантастичною силою. Захисники справедливості — Корпус зелених ліхтарів. Новий ворог на ім'я Параллакс (Кленсі Браун) погрожує порушити рівновагу у Всесвіті, тому доля тих, хто присягнув захищати міжгалактичний закон, і доля Землі опиняються в руках новобранця, першої людини в історії загону — Гела Джордана (Раян Рейнольдс).
Гел — зухвалий, але талановитий льотчик-випробувач. Утім, Зелені ліхтарі не довіряють йому, адже ще жодного разу людині не вдалося приборкати безмежну силу персня, в якому і міститься сила кожного члена Загону. Юнак виявився особливим — разом із напарницею та подругою дитинства Керол Ферріс (Блейк Лайвлі) він долає свої страхи та отримує шанс стати найвеличнішим Зеленим Ліхтарем.

## У ролях
- Раян Рейнольдс — Гел Джордан / Зелений Ліхтар
- Блейк Лайвлі — Керол Ферріс
- Пітер Сарсгаард — доктор Гектор Гаммонд
- Марк Стронг — Таал Сінестро
- Анджела Бассетт — доктор Аманда Воллер
- Тім Роббінс — сенатор Роберт Гаммонд
- Темуера Моррісон — Абін Сур
- Тайка Вайтіті — Томас Калмаку
- Джеффрі Раш — Томар-Ре (голос)
- Майкл Кларк Дункан — Кіловог (голос)
- Кленсі Браун — Параллакс (голос)

## Виробництво
Знімання «Зеленого Ліхтаря» проходили в Новому Орлеані з 15 березня до 6 серпня 2010, після чого студією було прийнято рішення про конвертацію фільму у 3D.
Претендентами на головну роль, крім Раяна Рейнольдса, були також Джастін Тімберлейк та Бредлі Купер 10 липня 2009 Warner Bros. остаточно затвердила Раяна Рейнольдса на роль Хела Джордана/Зеленого ліхтаря..

## Реакція критиків
«Зелений Ліхтар» отримав загалом негативні відгуки від кінокритиків. На сайті Rotten Tomatoes з 211 рецензій тільки 27 % виявилися позитивними, а середній рейтинг картини становив 4,6 бали з 10. Критикували фільм за слабкий сценарій, вторинність і зайве прагнення догодити глядачеві, водночас відзначаючи візуальні ефекти і чудову акторську гру виконавця головної ролі Раяна Рейнольдса.

## Касові збори
«Зелений Ліхтар» не виправдав свого бюджету, провалившись в північноамериканському та світовому прокатах. При бюджеті у 200 млн доларів (значна частина яких пішла на спецефекти і конвертацію у 3D) в прем'єрний вікенд стрічка зібрала 53 млн Загальні збори фільму становлять 219 млн доларів..

## Продовження
Ще до виходу фільму у прокат Warner Bros. заявляла про намір випустити сиквел стрічки. Незважаючи на невиправдані очікування касових зборів «Зеленого ліхтаря», вона не відмовилась від цієї ідеї.